# Oswaldo Azuaje Pérez
Cástor Oswaldo Azuaje Pérez (Maracaibo, Zulia; 19 de octubre de 1951-Valera, Trujillo; 8 de enero de 2021) fue un obispo católico venezolano que ejerció su ministerio episcopal como cuarto obispo de la Diócesis de Trujillo en Venezuela.

## Biografía
Nació en 1951 en Maracaibo, estado Zulia. Además de su lengua materna, el español, manejó las siguientes lenguas: italiano, inglés, portugués y francés. Era apasionado de la música y en sus tiempos de Zaragoza estudió algo de piano y solfeo. 

### Estudios y títulos obtenidos
- Primaria en la ciudad de Mérida.
- Bachillerato en la ciudad de Maracaibo, con los Hermanos Maristas, Colegio Chiquinquirá. Y en el Liceo Libertador terminó su bachillerato como Bachiller en Ciencias.
- Noviciado en el Desierto de Las Palmas, provincia de Castellón (España).
- Filosofía los cursó en Zaragoza (España) en el Seminario San Carlos, el Colegio Teológico de los Capuchinos y el entonces Seminario Arquidiocesano de Zaragoza.
- Teología: un año en el Monasterio de Stella Maris, Israel (1971-1972) y tres años en la Facultad del Teresianum, Roma (1972-1975) donde obtuvo su bachillerato en Teología.
- Especialización en Teología Moral en la Academia Alfonsiana de Roma, donde se tituló como licenciado en 1978.
- Espiritualidad en el Centro Internacional de Teología Espiritual de Ávila (España).

## Vida religiosa
Tomó los votos solemnes de la OCD en 1974 y el 25 de diciembre de 1975 fue ordenado presbítero en la ciudad de Mérida por el Mons. Ángel Pérez Cisneros. 

### Cargos

##### En Costa Rica
Entre 1978 y 1984 residió en Costa Rica, donde ejerció los siguientes cargos:
- Formador-ayudante del Maestro de Novicios y Maestro de Profesos Simples. (1978 y 1984).
- Profesor en el Seminario Interdiocesano de Paso Ancho, San José, y en el ITAC Intercongregacional. (1978 y 1984).
- Secretario de la Conferencia de Religiosos (CONCOR).
- Director de la Revista Teológica Senderos.

##### En Venezuela
- Formador de postulantes y de profesos simples, en Barquisimeto. (1984)
- Profesor en el Seminario Divina Pastora.
- Presidente de la Seccional de CONVER y Delegado Provincial de los Carmelitas Descalzos de Venezuela de 1987 a 1990.
- Delegado Provincial y formador de los Carmelitas descalzos en Caracas. (1990 y 1993)
- Miembro de la Junta Directiva de SECORVE en Caracas.
- Profesor por un año en el ITER en Caracas.
- Superior de la comunidad de los Carmelitas descalzos en Mérida en 1993.
- Delegado General de los Carmelitas Descalzos de Venezuela. (1996 a julio de 1999)
- Maestro de Novicios desde el año 1996.
- Profesor del Seminario San Buenaventura de Mérida desde el año 1993.
- Director Espiritual desde el año 1999.
- Presidente de la Regional de CONVER-Mérida desde 1999 hasta 2003.
- Vicario Episcopal de Vida Consagrada de la Arquidiócesis de Mérida, nombrado por Monseñor Baltasar Porras En 1998.
- Miembro de la Comisión Mixta Latinoamericana de las Órdenes Carmelitanas entre 1994 y 2003.
- Superior y formador en la casa de formación carmelitana de Barquisimeto.
- Entre el 2002 y 2003 formó parte de la comisión que participó en la redacción del documento sobre la Vida Religiosa en el Concilio Plenario Venezolano.
- Ese mismo año 2002 se encargó de la presidencia de la Delegación Regional de CONVER- Barquisimeto, este compromiso duraría tres años.
- Delegado General de los Carmelitas Descalzos de Venezuela, en el 2005.

## Episcopado

### Obispo Auxiliar de Maracaibo
El 30 de junio de 2007, el Papa Benedicto XVI lo nombró Obispo Titular de Vertara y Obispo Auxiliar de la Arquidiócesis de Maracaibo.
Recibió la ordenación episcopal el 31 de agosto de 2007.Consagrante principal fue el Excmo. Mons. Ubaldo Ramón Santana Sequera, FMI  (Arzobispo de Maracaibo) y los Co-consagrantes fueron el Excmo. Mons. Baltazar Enrique Porras Cardozo (Arzobispo de Mérida) y  el Excmo. Mons. Giacinto Berloco (Arzobispo titular de Fidenas)
Fue encargado de la vicaría sur que abarca los municipios San Francisco y La Cañada donde elaboró el proyecto para una futura nueva circunscripción eclesiástica. Promovió la llegada de las Hermanas Carmelitas Descalzas a Maracaibo (primera fundación de vida contemplativa en esa Arquidiócesis). También presidió una comisión encargada de la doctrina de la fe para llevar a cabo estudios de casos muy importantes, por otra parte se hizo cargo de la organización y preparación del Congreso Americano Misionero, (Cam 4) y Congreso Latinoamericano Misionero (Comla 9), siendo vicepresidente de la comisión Ejecutiva del mismo.

### Obispo de Trujillo
El 3 de abril de 2012, el Papa Benedicto XVI lo nombró IV Obispo de la Diócesis de Trujillo (Venezuela).
Tomó posesión de la Diócesis el 9 de junio de 2012, en una solemne eucaristía concelebrada donde participaron además del Obispo Emérito de Trujillo Mons. Vicente Hernández Peña, el Nuncio Apostólico Mons. Pietro Parolín, el Cardenal Jorge Urosa, Mons. Diego Padrón (Presidente de la Conferencia Episcopal Venezolana) y otros dieciocho arzobispos y obispos. Los presbíteros presentes entre el clero local, religiosos y sacerdotes visitantes sumaban unos 150 concelebrantes en la solemne ceremonia litúrgica.

## Fallecimiento
El 8 de enero de 2021, S. E. Mons. Cástor Oswaldo Azuaje Pérez falleció víctima del Covid-19, a los 69 años de edad.